# Lemme de regroupement
En théorie des probabilités et en théorie de la mesure, le lemme de regroupement, également appelé lemme des coalitions ou indépendance par paquets, est un résultat portant sur l'indépendance de variables aléatoires ou plus généralement de tribus.
Le lemme de regroupement est d'usage constant en probabilités. Citons quelques exemples :
- l'inégalité de Kolmogorov ;
- la propriété de Markov pour les processus de Galton-Watson ;
- le principe de Maurey, ou méthode des différences bornées.

## Énoncé pour les variables aléatoires
Soit {\displaystyle n\geq 2} un entier, soient {\displaystyle X_{1},\ldots ,X_{n}} des variables aléatoires mutuellement indépendantes toutes définies sur un même espace de probabilité, soit {\displaystyle k\in \{1,\ldots ,n-1\}} et soient {\displaystyle f:\mathbb {R} ^{k}\to \mathbb {R} } et {\displaystyle g:\mathbb {R} ^{n-k}\to \mathbb {R} } deux fonctions mesurables. Alors les variables aléatoires {\displaystyle f(X_{1},\ldots ,X_{k})} et {\displaystyle g(X_{k+1},\ldots ,X_{n})} sont indépendantes.
On a ici considéré deux « groupes » (ou « coalitions », ou  « paquets ») {\displaystyle (X_{1},\ldots ,X_{k})} et {\displaystyle (X_{k+1},\ldots ,X_{n})} de variables aléatoires, d'où le nom lemme de regroupement (ou lemme des coalitions, ou indépendance par paquets).
Cela se généralise à un nombre quelconque de coalitions : par exemple si {\displaystyle U,V,W,X,Y} sont indépendantes, alors {\displaystyle U\sin V}, {\displaystyle W^{2}+X^{3}} et {\displaystyle \ln(Y^{2}+1)} sont indépendantes.
Un autre exemple notamment utile pour l'étude de sommes de variables aléatoires : si {\displaystyle X_{1},\ldots ,X_{n+1}} sont mutuellement indépendantes, alors {\displaystyle X_{1}+\cdots +X_{n}} et {\displaystyle X_{n+1}} sont indépendantes.

## Énoncé pour les tribus
Soit {\displaystyle n\geq 2} un entier, soient {\displaystyle {\mathcal {T}}_{1},\ldots ,{\mathcal {T}}_{n}} des tribus mutuellement indépendantes toutes incluses dans une même tribu {\displaystyle {\mathcal {T}}} et soit {\displaystyle k\in \{1,\ldots ,n-1\}}. Alors la tribu engendrée par {\displaystyle {\mathcal {T}}_{1},\ldots ,{\mathcal {T}}_{k}} et la tribu engendrée par {\displaystyle {\mathcal {T}}_{k+1},\ldots ,{\mathcal {T}}_{n}} sont indépendantes.
On peut généraliser cela : soit {\displaystyle ({\mathcal {T}}_{j})_{j\in J}} une famille de tribus mutuellement indépendantes toutes incluses dans une même tribu {\displaystyle {\mathcal {T}}} et soit {\displaystyle (P_{i})_{i\in I}} une partition de {\displaystyle J}. Posons, pour tout {\displaystyle i\in I}, {\displaystyle {\mathcal {B}}_{i}} la tribu engendrée par les {\displaystyle {\mathcal {T}}_{j}} pour {\displaystyle j\in P_{i}}. Alors les {\displaystyle {\mathcal {B}}_{i}} pour {\displaystyle i\in I} sont mutuellement indépendantes.